# ソウルワーカー
『ソウルワーカー』（ハングル: 소울워커、SoulWorker）は、韓国のライオン・ゲームス・スタジオによって開発された、アニメ調のアクションロールプレイングゲーム・MMORPG。 

## アニメ
『ソウルワーカー』はラークスエンタテインメントによってWebアニメ化された。監督は別役裕之。アニメは2016年3月17日から2016年4月5日にかけて公開された。5話のエンディングテーマにはGARNiDELiAの『Burning Soul』が使用された。